# 烯醇醚

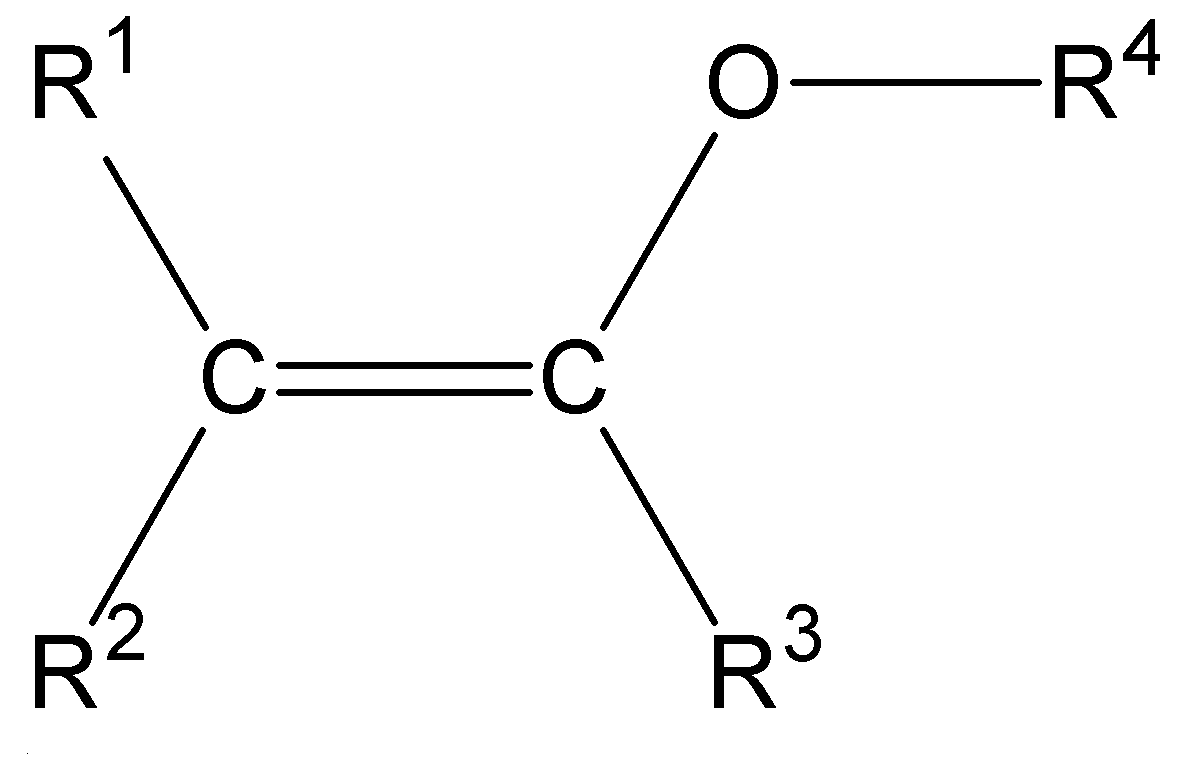
烯醇醚的结构。

烯醇醚（英文：Enol ether），是一类在双键碳上含有烷氧基取代基的有机化合物，通式为{\displaystyle R_{1}R_{2}C=CR_{3}-O-R_{4}}，R为烷基或芳基。它和烯胺官能团都有与𨦡盐的共振式，氧向双键供电子，将双键活化，可发生很多有机反应如狄尔斯-阿尔德反应。
烯醇醚可由卤代醚在碱作用下脱卤化氢或炔与醇在碱性条件下加成得到，易被酸、碱分解为醛和酮。